# Processa tenuipes
Processa tenuipes är en kräftdjursart som beskrevs av Manning och Fenner A. Chace 1971. Processa tenuipes ingår i släktet Processa och familjen Processidae. Inga underarter finns listade i Catalogue of Life.